# Gonzalo Vázquez Gabor
Gonzalo Vázquez Gabor (Montevideo, 4 de julio de 1967) es un uruguayo, psicólogo, escritor, perito criminalista, y Comisario Mayor de la Policía Nacional de Uruguay.

## Biografía
En 1989, al culminar su preparación en la 'Escuela Nacional de Policía', pasó a desempeñarse en la 'Dirección Nacional de Policía Técnica' (DNPT), obteniendo su especialización como perito criminalista en 1994, tras su paso por la EPES (Escuela Policial de Estudios Superiores, Montevideo). En ese mismo año de 1994 se recibió de psicólogo, título expedido por el 'Instituto de Psicología Humanista del Uruguay', y revalidado por los Ministerios de Salud Pública y de Educación y Cultura ; en materia docente en el área de psicología, también actuó en el 'Instituto de Psicología Humanista', dos años en la sede Durazno y tres años en la sede Montevideo.
Además, desde el año 2002 cumple funciones honorarias en la 'Escuela de Criminalística' de la policía científica, siendo instructor en la materia “Identificación Criminal”.  
En los años 2012 y 2013 fue condecorado con los premios “Ministerio del Interior” y “Emilio Massat” respectivamente, por su actuación en el combate de la delincuencia en Uruguay, con el "Premio a la Inteligencia Funcional” de la Dirección Nacional de Policía Científica en ambos períodos, y con el Premio Director Nacional en el año 2020.   
A lo largo de su carrera funcional fue sucesivamente responsable de las jefaturas de los siguientes departamentos técnicos : Informática ; Legajos Prontuariales y Patronímicos ; Decadactilar ; S.I.I.C. –Sistema Informático de Identificación Criminal– ; R.N.T.S. –Registro Nacional de Trabajadores Sexuales– ; Certificaciones (Certificados de Buena Conducta); Trámite Interno y D.I.I.C. -Departamento Informático de Identificación Criminal. 
En el año 2018 , siendo la cabeza del escalafón de Peritos Criminalistas en actividad, pasa a.ocupar el cargo de Director de Identificación Criminal de la Policía Científica de Uruguay, siendo destinado en 2023 en la Dirección Nacional de Asistencia y Seguridad Social Policial. 

### con Carlos Gardel
Hijo del médico Jorge Vázquez Netto, en la línea de descendencia de Clarita Escayola, casada con Julio Netto, es tataranieto del padre presunto de Carlos Gardel, coronel Carlos Félix Escayola, caudillo político de Tacuarembó (Uruguay), en la rama del casamiento con su primera esposa, Clara Oliva.
De niño escuchaba historias familiares en su casa, especialmente de sus tías mayores, quienes todos los fines de semana se reunían en casa de sus padres para jugar a las cartas, murmurando sobre lo que para ellas era un secreto a voces y motivo de interminables bromas y comentarios. Cuando juzgaron que Gonzalo era lo suficientemente mayorcito como para conocerlo, dejaron de lado toda discreción, y comenzaron a contarle las aventuras galantes de su antepasado coronel, quien fue desposando a las tres hermanas Oliva, a medida que ellas iban falleciendo, para luego continuar sus amoríos con mujeres generalmente pertenecientes al espectáculo teatral y operístico al que era aficionado. Como broche de oro, le señalaron que el coronel era el verdadero padre de Carlos Gardel, famoso intérprete del tango canción.
Crecido entre confidencias  e historias familiares secretas, confirmadas más tarde por su padre y corroboradas por sus tíos, se dedicó a investigar el tema objetivamente. Después de mucho indagar en archivos genealógicos, policiales  y municipales, en bibliotecas diversas, de revisar diarios y revistas de la época, tanto de Montevideo como de Tacuarembó, y recopilar testimonios de diferentes personas, fue venciendo poco a poco la resistencia de muchos parientes que preferían conservar en la intimidad un hecho escandaloso, a admitir abiertamente una paternidad nunca reconocida.
En el año 2013, después de haber desarrollado un blog para el intercambio de datos y opiniones, publicó el libro “De Carlos Escayola a Carlos Gardel”, poniendo sobre el tapete el resultado de sus investigaciones. Ese libro brinda una versión testimonial y documentada de la historia de la familia Escayola, y encuadra dentro de ella, las circunstancias que incidieron en el nacimiento y motivos del ocultamiento de la existencia de un niño que luego presuntamente fue el cantor Carlos Gardel.

## Obras
- Gonzalo Vázquez Gabor, De Carlos Escayola a Carlos Gardel,[10] editorial "Torre del Vigía", primera edición 20 de junio de 2013, obra de 120 págs, con prólogo del escritor e historiador Juan Antonio Varese, y comentario en anexo del director de cine Ricardo Casas.[11]

## Entrevistas
- Entrevista: Gonzalo Vázquez Gabor, sobrino bisnieto de Carlos Gardel, "La Tribuna", Los Ángeles, miércoles 24 de junio de 2009.

- Por una cabeza, 810 en vivo, 'Avances, Tendencia y Actualidad', conversó con el psicólogo Gonzalo Vázquez Gabor, autor de la investigación “De Carlos Escayola a Carlos Gardel”, tataranieto del coronel Carlos Félix Escayola, padre de Carlos Gardel, sitio digital 'Espectador.com', miércoles 19 de junio de 2013.

- Entrevista a Gonzalo Vázquez Gabor a raíz de la presentación de su libro "De Carlos Escayola a Carlos Gardel" (enlace roto disponible en Internet Archive; véase el historial, la primera versión y la última)., sitio digital 'Radio Uruguay' 1050 AM (Uruguay), lunes 24 de junio de 2013.

- Entrevista con Nelson Caula en 'El Tungue Lé' de radio Uruguay cx26, jueves 20 de junio de 2013 hora 17, audio (enlace roto disponible en Internet Archive; véase el historial, la primera versión y la última).

- Entrevista a Gonzalo Vázquez Gabor en el programa radiofónico "El Truco de la Serpiente" (enlace roto disponible en Internet Archive; véase el historial, la primera versión y la última)., 'Emisora del Sur' 1290 AM (Uruguay), miércoles 10 de julio de 2013.

- Entrevista Océano FM (Uruguay), programa 'Abrepalabra' conducido por Gustavo Rey, Lengua Larga - Gonzalo Vázquez : Psicólogo y tataranieto del coronel Escayola, acaba de editar el libro "De Carlos Escayola a Carlos Gardel", donde cuenta la historia familiar y de llegada al mundo del mago Carlos Gardel (con audio), 11 de julio de 2013.

- Entrevista de Noelia Etcheverry en programa 'Buscadores' conducido por Sergio Gorzy, Televisión Nacional Uruguay (TNU), Entrevista a Gonzalo Vázquez Gabor, Libro "De Carlos Escayola a Carlos Gardel".

- Entrevista del 2 de octubre de 2013 en el programa "Buen día Uruguay" (Canal 4, Montevideo, hora 9:30) conducido por Christian Font y Federico Paz, entrevistados: Gonzalo Vázquez Gabor y Eduardo Cuitiño, comentario: Los licenciados Gonzalo Vázquez Gabor y Eduardo Cuitiño presentaron en la TV uruguaya el facsímil del primer documento de Carlos Gardel, de 1920. El mismo fue cedido por los argentinos Walter Santoro, presidente de la Fundación Industrias Culturales Argentinas (FICA), y la investigadora gardeliana Martina Iñiguez. En la referida cédula de identidad luce claro: uruguayo nacido en Tacuarembó.